# Jacob Blankenship
Jacob « Jake » Blankenship (né le 15 mars 1994) est un athlète américain, spécialiste du saut à la perche.

## Biographie
Troisième des championnats du monde cadets de 2001, il remporte en 2014 le titre des championnats NACAC espoirs.
En 2015, il porte ses records personnels en plein air et en salle à 5,80 m. Il se classe troisième des Championnats des États-Unis 2015 et obtient sa qualification pour les mondiaux de Pékin.

## Palmarès

### International
| Date | Compétition                  | Lieu              | Résultat | Épreuve          | Performance |
| ---- | ---------------------------- | ----------------- | -------- | ---------------- | ----------- |
| 2011 | Championnats du monde cadets | Villeneuve-d'Ascq | 3e       | Saut à la perche | 5,05 m      |
| 2014 | Championnats NACAC espoirs   | Kamloops          | 1er      | Saut à la perche | 5,50 m      |
| 2015 | Jeux panaméricains           | Toronto           | 3e       | Saut à la perche | 5,40 m      |

### National
- Championnats des États-Unis d'athlétisme :
  - saut à la perche : 3e en 2015

## Records
| Épreuve          | Épreuve   | Performance | Lieu         | Date         |
| ---------------- | --------- | ----------- | ------------ | ------------ |
| Saut à la perche | Plein air | 5,80 m      | Austin       | 28 mars 2015 |
| Saut à la perche | Salle     | 5,80 m      | Fayetteville | 13 mars 2015 |